# Anéantis
Anéantis ((en)Blasted) est la première pièce de théâtre écrite par la dramaturge anglaise Sarah Kane (1971-1999). Créée à Londres, au Royal Court Theatre, le 12 janvier 1995, dans une mise en scène de James MacDonald, la pièce a été accueillie de façon très critique par la presse britannique, provocant le plus gros scandale théâtral depuis la création, dans ce même théâtre, en novembre 1965, de Saved d'Edward Bond. Choquante et provocante, elle fait partie du courant britannique du théâtre In-Yer-Face.

## Personnages
Ils sont trois. Ian est un journaliste de 45 ans, originaire du Pays de Galles. Mais il a pris l'accent de Leeds. Cate, a 21 ans. C'est une petite-bourgeoise du sud de Londres. Elle bégaye quand elle est stressée. Le troisième personnage est un soldat. Sinon, un bébé mort et un garçon d'étage sont évoqués dans la pièce qui se passe dans la chambre d'un grand hôtel luxueux de la ville de Leeds, dans le Yorkshire de l'Ouest.

## Résumé
Ian, le journaliste a invité Cate à l'hôtel. Il voudrait renouer avec elle. Cate a une autre liaison et tente d'expliquer à Ian que tout est fini entre eux. Celui-ci n'est pas prêt à l'entendre. Ils passent la nuit dans cette chambre. Au matin, Cate est déçue du comportement de Ian qui a abusé sexuellement d'elle à plusieurs reprises. Mais la guerre civile survient lorsqu'une bombe atomise le plateau. Le soldat maltraite Ian et le viole, transformant le bourreau en une victime impuissante. Il finit par le priver de la vue en lui arrachant l'un après l'autre les yeux. Cate revient à l'hôtel avec un enfant, qui meurt peu de temps après de faim. Elle décide d'aller chercher à manger, troquant probablement son corps en échange. Ian, affamé, aveugle, mutilé, se met à dévorer le cadavre de l'enfant que Cate avait enterré sous les lattes du plancher. Cate revient enfin avec des victuailles. Ils mangent et boivent du gin. Le dernier mot du texte sera le « merci » qu'Ian adresse à Cate. Sur eux tombe la pluie froide de Leeds.

## Thèmes
- La guerre, puisque survient cette guerre civile en Angleterre, à Leeds.

- L'amour, parce qu'il est devenu impossible entre Ian et Cate.

- La violence et la violence sexuelle qui se reproduit : le soldat viole Ian, comme Ian a violé Cate...

- La mort et le cannibalisme, puisque Ian, privé par le soldat de l'organe de la vue, assouvit sa faim avec le cadavre du bébé.

- L'alcoolisme, qui permet à l'homme et à la femme de s'anesthésier.

- L'humour, très britannique aussi dans l'absurdité du geste de Cate, rapportant des saucisses à l'hôtel, un instant après l'acte cannibale de Ian.

- Le racisme et l'ostracisme qu'exprime Ian.
  - Citation : « – Cate : On dirait qu'il y a une guerre. – Ian (ne regardant pas) : Ça devient le pays des bronzés.»